# 扁果草
扁果草（学名：Isopyrum anemonoides）为毛茛科扁果草属下的一个种。